# Alberto Vázquez Rico
Alberto Vázquez Rico, (nacido el 13 de octubre de 1980 en La Coruña, Galicia) es un director de cine, animador, ilustrador y novelista gráfico español.

## Reseña biográfica
Tras sus estudios en el colegio los Salesianos en su ciudad natal, comenzó a estudiar Bellas Artes en la Universidad de Vigo y se graduó en la Universidad Politécnica de Valencia. Estudió ilustración en la escuela Massana en Barcelona. Su trabajo como dibujante comenzó en 2001. Fue uno de los cofundadores del sello de editorial Polaqia con el que publicó su primer álbum en solitario en 2002. También dirigió los mismos fanzines, como Fanzine Enfermo, y participó en otros lanzamientos ibéricos como Nosotros somos los muertos o Dos veces breve. Como ilustrador, ha desarrollado varios trabajos para periódicos y revistas, incluido El País y Pronto.
Pero es más conocido por su papel como autor de novelas gráficas. Una de esas obras, Psiconautas, fue llevada al cine en una producción guionizada y dirigida conjuntamente por él y por el vasco Pedro Rivero, bajo el nombre de Birdboy. Este cortometraje de animación fue nominado a los Premios Goya y a los Oscar en el año 2010.
Posteriormente realizó un largometraje basado en ese corto, Psiconautas, los niños olvidados. Ganador del Goya a mejor película de animación en 2017. y el mismo año ganó otro premio Goya al mejor cortometraje con "Decorado". 
También es percusionista de la banda de pop Mano de obra.

## Obra

### Como dibujante
- Alter ego (Polaqia, 2002)
- Freda (Edicions de Ponent, 2003), con Kike Benlloch. Nominada como mejor novela en los premios de la Exposición Internacional de Cómic Barcelona y por los White Ravens de la literatura infantil .
- Psiconautas (Astiberri Ediciones, 2006). Nombrada la mejor revelación de autor en los cómics de Madrid y Barcelona y el mejor dibujo de Barcelona.
- El evangelio de Judas (2007). Premio del público al mejor dibujo en la Sala Internacional del Cómic de Barcelona (2008).

### Como ilustrador
- Hop Frog, de Edgar Allan Poe (Oqo, 2008)
- Palabras de sal, de Antonio García Teijeiro (Xerais, 2011).
- Poe, de Jordi Sierra i Fabra (Libros del zorro rojo).
- La sombra sobre Innsmouth, de H. P. Lovecraft (Astiberri Ediciones, 2010).

### Como músico
- Imperio cobra, Mano de obra. 2010.
- Cámara de cría, Mano de obra. 2012.

### Como cineasta
- Bird boy,[5] dirección y guion. 2011. Premio a mejor filme de animación en el Festival de Derry. Mejor cortometraje del Festival Animation of Cans en 2011. Nombrado el Premio Goya al mejor cortometraje animado de 2012.
- Sangre de Unicornio,[6] dirección. 2013. Nominado al Premio Goya al mejor cortometraje animado.
- Psiconautas, los niños olvidados,[7] dirección junto a Pedro Rivero. 2015. Premio Goya a la mejor película de animación 2017.
- Decorado,[8] dirección y guion. 2016. Premio Goya al mejor cortometraje de animación y nominado a varios premios internacionales.[9]
- Unicorn Wars,[10] dirección. 2022. Premio Goya a la mejor película de animación 2022.